# Areial
Areial es un municipio brasileño del estado de Paraíba. De acuerdo con el Instituto Brasileño de Geografía y Estadística (IBGE), en el año de 2010 su población era estimada en 6.470 habitantes. Posee un área territorial de 67 km².

## Historia
Alrededor de 1915, el lugar donde hoy se encuentra la ciudad de Areial era una parada de troperos que allí acampaban para dar de beber a sus animales en una laguna existente en las proximidades. Por muchos años así permaneció, hasta que un de ellos, Manuel Clementino, resolvió construir una pequeña casa y allí instalar un sitio que prosperó rápidamente. Su casa pasó a servir entonces de posada para los mismos troperos. Hasta cangaceiros y miembros de la fuerza pública se hospedaron allí. El desarrollo de la localidad comenzó a alcanzar prosperidad después de 1918, cuando nuevos moradores fueron instalando sus casas e implantando pequeños sitios y haciendas. Entre los pioneros destacan: Joaquim Fonseca, Euclides Luciano y un ciudadano conocido como José Neco.
Tiempo después, Manuel Clementino hizo la donación de un terreno para la construcción de una capilla, en alabanza a San José de Nazaret. Algunos años más tarde fue demolida, cuando la comunidad se organizó y adquirió por compra de Severino Basílio, otro terreno en local distinto, para la construcción de la capilla principal, que fue concluida en 1971. En la división administrativa de Brasil del año 1937-1938, figuró como parte del distrito de Esperança, con el topónimo de "Areal". Por el decreto número 520, del 31 de diciembre de 1943, Areal pasa a denominarse "Ariús". Ya en la división administrativa del lustro 1949-1953, su topónimo es mudado para "Novo Areial".
El entonces diputado Francisco Souto se interesó por la próspera población y presentó un proyecto en la Asamblea Legislativa para que el municipio logre su emancipación política, hecho que vino a ocurrir por la Ley n° 2.606, del 5 de diciembre de 1961, siendo instalado oficialmente el 10 del mismo mes y año, separado de Esperança.
El municipio de Areial ocupa en el estado, el lugar número 138 en extensión territorial.